# Elezioni europee del 2004 in Polonia
Le elezioni europee del 2004 in Polonia si sono tenute il 13 giugno 2004.

## Risultati
| Liste  | Liste                                                                        | Gruppo  | Voti      | %     | Seggi |
| ------ | ---------------------------------------------------------------------------- | ------- | --------- | ----- | ----- |
|        | Piattaforma Civica                                                           | PPE-DE  | 1.467.775 | 24,10 | 15    |
|        | Lega delle Famiglie Polacche                                                 | IND/DEM | 969.689   | 15,92 | 10    |
|        | Diritto e Giustizia                                                          | UEN     | 771.858   | 12,67 | 7     |
|        | Autodifesa della Repubblica Polacca                                          | NI      | 656.782   | 10,78 | 6     |
|        | SLD - UP • Alleanza della Sinistra Democratica • Unione del Lavoro           | - PSE   | 561.311   | 9,35  | 5 4 1 |
|        | Unione della Libertà                                                         | ALDE    | 446.549   | 7,33  | 4     |
|        | Partito Popolare Polacco                                                     | PPE-DE  | 386.340   | 6,34  | 4     |
|        | Socialdemocrazia di Polonia                                                  | PSE     | 324.707   | 5,33  | 3     |
|        | Unione per la Politica Reale                                                 | -       | 113.675   | 1,87  | -     |
|        | Comitato Elettorale Nazionale degli Elettori                                 | -       | 94.867    | 1,56  | -     |
|        | Iniziativa per la Polonia                                                    | -       | 88.565    | 1,45  | -     |
|        | Partito Nazionale dei Ritirati e dei Pensionati Partito Popolare Democratico | -       | 48.667    | 0,80  | -     |
|        | Confederazione dei Movimenti per la Difesa dei Disoccupati                   | -       | 36.937    | 0,61  | -     |
|        | Comitato Nazionale dei Cittadini                                             | -       | 35.180    | 0,58  | -     |
|        | Partito Polacco del Lavoro                                                   | -       | 32.807    | 0,54  | -     |
|        | Partito Anticlericale del Progresso                                          | -       | 18.068    | 0,30  | -     |
|        | Verdi 2004                                                                   | -       | 16.288    | 0,27  | -     |
|        | Partito della Sinistra Democratica                                           | -       | 5.513     | 0,09  | -     |
|        | Insieme per il Futuro                                                        | -       | 2.897     | 0,05  | -     |
|        | Rinascita Nazionale Polacca                                                  | -       | 2.546     | 0,04  | -     |
|        | Partito Nazionale Polacco                                                    | -       | 2.510     | 0,04  | -     |
| Totale | Totale                                                                       | Totale  | 6.091.531 | 100   | 54    |